# Duna Jové
Pour les articles homonymes, voir Duna et Jové.
Duna Jové, née à Barcelone le 29 septembre 1974, est une actrice espagnole.

## Filmographie
- 1985 : Kiu i els seus amics (série télévisée)
- 1996 : Rosa, la lluita (série télévisée)
- 1998 : El sótano (court métrage)
- 1998 : El pianista : Magda
- 1999 : Shacky Carmine : Otra Surf
- 1999 : Sobreviviré : Marga joven
- 1998-2001 : Compañeros (es) (série télévisée) : Arancha Alberti
- 2002 : Todo menos la chica : Lola
- 2003 : Paraíso (es) (série télévisée) : Chiqui
- 2004 : Entre vivir y soñar (es) : Marta
- 2006 : Perfume: The Story of a Murderer (Le Parfum, histoire d'un meurtrier) : la jeune femme
- 2006 : La línea recta : la fille de la fête
- 2008 : Sing for Darfur
- 2009 : Mentiras y gordas : Leo
- 2010 : Bmw (court métrage) : Lucía
- 2011-2013 : Polseres vermelles (Les Bracelets rouges, série télévisée) : Mare Jordi
- 2014 : Pilato, Pilato... (court métrage) : Edurne
- 2015 : Historia de dos desconocidos (court métrage)
- 2015 : Transeúntes